# Huangyadong
Huangyadong (kinesiska: 黄崖洞, 黄崖洞镇) är en köping i Kina. Den ligger i provinsen Shanxi, i den norra delen av landet, omkring 140 kilometer sydost om provinshuvudstaden Taiyuan. Antalet invånare är 13 857. Befolkningen består av 6 779 kvinnor och 7 078 män. Barn under 15 år utgör 22,0 %, vuxna 15-64 år 71 %, och äldre över 65 år 6,0 %.
Genomsnittlig årsnederbörd är 703 millimeter. Den regnigaste månaden är juli, med i genomsnitt 235 mm nederbörd, och den torraste är december, med 4 mm nederbörd.